# Annalen des Gungthang-Klosters
| Tibetische Bezeichnung                      |
| ------------------------------------------- |
| Wylie-Transliteration: gung thang dkar chag |
| Chinesische Bezeichnung                     |
| Traditionell: 貢塘寺志                      |
| Vereinfacht: 贡塘寺志                       |
| Pinyin:Gongtang si zhi                      |

Die Annalen des Gungthang-Klosters (tib. Gung-thang dkar-chag) sind ein historiographischer Text aus dem 18. Jahrhundert von 'Jog ri ba Ngag dbang bstan 'dzin 'phrin las rnam rgyal. Es ist eine Geschichte des im späteren 12. Jahrhundert gegründeten Klosters Tshel Gungthang (mtshal gung thang)  und der Tshelpa-Kagyü (mtshal pa bka' brgyud) -Schule.

## Kurzeinführung
Der im Blockdruck überlieferte Text bildet einen Grundlagentext zur Geschichte von Tshel Gungthang, womit das (heute nur noch teilweise erhaltene) klösterliche Zentrum in der Nähe von Lhasa gemeint ist, das von dem charismatischen Asketen, Yogin und religiösen Oberhaupt Gongthang Lama Shang (bla ma zhang; 1123–1193) gegründet wurde.
Der Text befasst sich mit der Geschichte und Tradition der Tshelpa-Kagyü-Schule und ihres Hauptsitzes, des Klosters Gung thang. Obwohl dieser Text erst relativ spät verfasst wurde, enthält er Aufzeichnungen über die Tshelpa-Zehntausendschaft (tshal pa khri skor), eine der dreizehn Zehntausendschaften von Ü-Tsang (dbus gtsang), die unter die Verwaltungsherrschaft der Mongolen (Yuan-Dynastie) fielen, und hat daher einen gewissen historischen Wert.
Das Werk wurde im Jahr 1782 verfasst, als Gungthang unter der Verwaltung des Klosters Sera stand.
Es ist wichtiges Quellenwerk zur Geschichte von sKyid-shod und dem Lhasa-Tal, dem politisch wichtigsten Gebiet Tibets.